# アドレナリン (アルバム)
『アドレナリン』（Adrenaline）は、アメリカのオルタナティヴ・メタル・バンド、デフトーンズのデビュー・アルバム。1995年10月3日発売。プロデュースはテリー・デイトによるもので、アルバムの隠しトラックである「フィスト」はロス・ロビンソンによりプロデュースされた。

## 収録曲
全曲デフトーンズによる作詞作曲
1. ボアド - "Bored" - 4:06
2. マイナス・ブラインドフォールド - "Minus Blindfold" - 4:04
3. ワン・ウィーク - "One Weak" - 4:29
4. ノーズブリード - "Nosebleed" - 4:26
5. リフター - "Lifter" - 4:41
6. ルート - "Root" - 3:41
7. 7ワーズ - "7 Words" - 3:43
8. バースマーク - "Birthmark" - 4:18
9. エンジン・ナンバー9 - "Engine No.9" - 3:25
10. ファイリール - "Fireal" - 2:56
11. フィスト - "Fist" （隠しトラック）- 3:35

※現在、いくつかのデジタル版と日本盤では「Fist」のスペルが「First」と間違って記載されている。

## 参加ミュージシャン
- チノ・モレノ - ボーカル
- ステファン・カーペンター - ギター
- チ・チェン - ベース、コーラス
- エイブ・カニンガム - ドラムス